# Reiter Engineering
Reiter Engineering ist ein deutsches Unternehmen im Bereich Fahrzeugtuning. Darüber hinaus engagiert sich das Unternehmen als Reiter Raceteam im automobilen Motorsport.

## Unternehmen
Im Jahr 2000 wurde Reiter Engineering von Hans Reiter im oberbayerischen Kirchanschöring gegründet. 2013 wurde das Unternehmen durch den Geschäftszweig SaReNi Camaro erweitert.
Reiter Engineering entwickelt und produziert für den Motorsport Lamborghini GT1 und GT3 und Camaro-GT3-Rennwagen. Für Lamborghini-Fahrzeuge mit Straßenzulassung bietet das Unternehmen Tuning-Lösungen an.

## Motorsport
Reiter Engineering ist das weltweit einzige Unternehmen, das auf Basis von Straßenautos der Marken Lamborghini und Camaro reine Rennwagen für den Motorsport entwickelt und produziert. Eingesetzt werden die Wagen in verschiedenen Rennserien wie der Le Mans Series. In den ADAC GT Masters setzte das Team bis Mitte 2012 vier Fahrzeuge vom Typ Lamborghini Gallardo LP600+ ein. 2010 gewannen Peter Kox und Albert von Thurn und Taxis die Gesamtwertung.
Bisher hat Reiter Engineering auf Basis von Lamborghini-Sportwagen diese Rennautos entwickelt:
- Reiter Gallardo R-EX GT3
- Reiter Gallardo FL2 GT3
- Reiter Gallardo LP600 GT3
- Reiter Gallardo LP570 GT3
- Reiter Gallardo LP520 GT3
- Reiter Gallardo GT2
- Reiter Gallardo Rallye
- Reiter Superleggera Race
- Reiter Murcielago LP670 R-SV
- Reiter Murcielago R-GT
- Reiter Diablo GT2

Seit 2013 produziert Reiter den SaReNi Camaro GT3. Dieser Rennwagen basiert auf den Chevrolet Camaro und hat einen 7,9-Liter-V8-Motor, der über 478 kW (650 PS) leistet, eingebaut. Das Reiter-Rennteam setzt den zumeist schwarz lackierten Wagen in der ADAC GT Masters ein. 2015 wurde außerdem eine geschlossene GT4-Version des KTM X-Bow entwickelt, die erfolgreich im GT4 Europacup eingesetzt wird. Der Wagen leistet dabei 320 PS aus einem turbogeladenen 2-Liter-Reihenvierzylindermotor und ist mit einer aufklappbaren aerodynamischen Kunststoffkanzel ausgestattet, über die der Pilot einsteigen kann.

## E-Sports Team
Reiter Engineering hat seit Anfang 2020 ein eigenes E-Sports Team, dies ist in den Simulationen iRacing sowie Assetto corsa competizione tätig.

## Stuck³

Logo von Stuck³

Bei der 2011er Auflage des 24-Stunden-Rennens vom Nürburgring meldete Reiter mit der Startnummer 34 einen Lamborghini LG 600. Hans-Joachim Stuck sollte mit Ende des Rennens seine aktive Motorsport-Karriere beenden. Seine Söhne Johannes und Ferdinand, welche auch im ADAC GT Masters für das Team Reiter fahren, sowie Dennis Rostek komplettierten die vier Mann starke Besetzung von „Stuck³“. Das Rennen beendete das Team auf dem 15. Gesamtrang mit 8 Runden Rückstand. Nach dem Rennen beendete „Strietzel“ Stuck wie angekündigt seine Karriere.